# Football League Cup 2009-2010

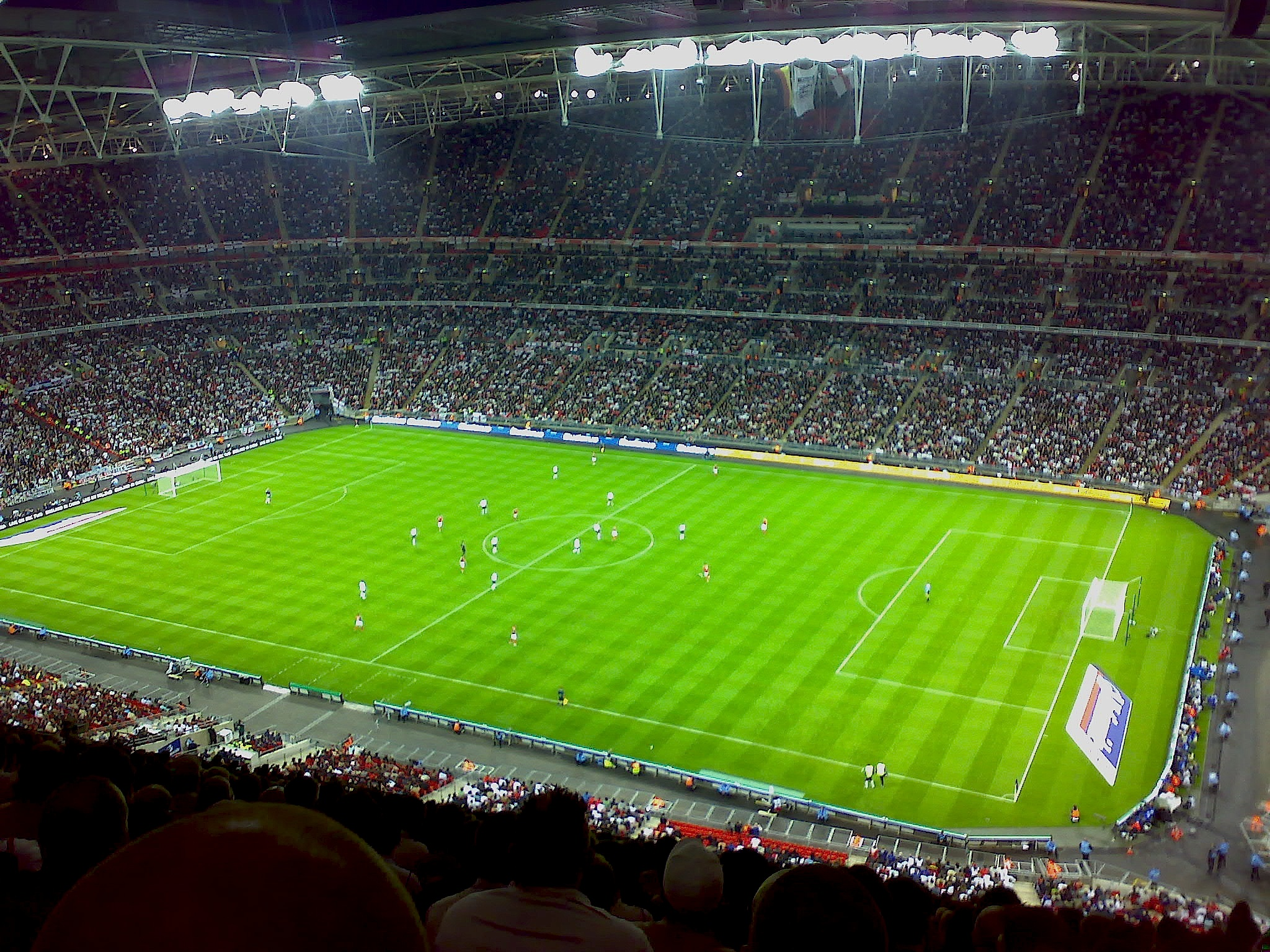
Lo Stadio Wembley, che ha ospitato la finale del torneo.

La Football League Cup 2009-2010, conosciuta anche con il nome di Carling Cup per motivi di sponsorizzazione, è stata la 50ª edizione del terzo torneo calcistico più importante del calcio inglese, la 44ª in finale unica. La manifestazione, ebbe inizio il 12 agosto 2009 e si concluse il 28 febbraio 2010 con la finale di Wembley.
Il trofeo fu vinto per la seconda volta consecutiva dal Manchester United, che nell'atto conclusivo ebbe la meglio sull'Aston Villa, imponendosi con il punteggio di 2-1.

## Squadre partecipanti
Premier League 
| - Arsenal - Aston Villa - Blackburn - Birmingham City - Burnley - Bolton - Chelsea - Everton - Fulham - Liverpool | - Hull City - Manchester City - Manchester United - Portsmouth - Sunderland - Stoke City - Tottenham Hotspur - West Ham - Wigan Athletic - Wolverhampton Wanderers |

 Championship 
| - Barnsley - Blackpool - Bristol City - Cardiff City - Coventry City - Crystal Palace - Derby County - Doncaster - Ipswich Town - Leicester City - Middlesbrough - Newcastle | - Nottingham Forest - Peterborough United - Plymouth Argyle - Preston North End - Queens Park Rangers - Reading - Scunthorpe United - Sheffield United - Sheffield Wednesday - Swansea City - Watford - West Bromwich Albion |

 Football League One 
| - Brentford - Brighton & Hove Albion - Bristol City - Carlisle United - Charlton Athletic - Colchester United - Exeter City - Gillingham - Hartlepool United - Huddersfield Town - Leeds United - Leyton Orient | - Millwall - Milton Keynes Dons - Norwich City - Oldham Athletic - Southampton - Southend United - Stockport County - Swindon Town - Tranmere Rovers - Walsall - Wycombe Wanderers - Yeovil Town |

 Football League Two 
| - Accrington Stanley - Aldershot Town - Barnet - Bournemouth - Bradford City - Burton Albion - Bury - Cheltenham Town - Chesterfield - Crewe Alexandra - Dagenham & Redbridge - Darlington | - Hereford United - Grimsby Town - Lincoln City - Macclesfield Town - Morecambe - Northampton Town - Notts County - Port Vale - Rochdale - Rotherham United - Shrewsbury Town - Torquay United |

## Formula
La Football League Cup era riservata alle 20 squadre della Premier League e alle 72 della Football League. Ogni turno della competizione è composto da scontri ad eliminazione diretta, ad esclusione delle semifinali che si compongono di due match dove la squadra con il miglior risultato combinato accede in finale. Se al termine di ogni partita o se il risultato combinato delle semifinali è identico, vengono giocati i tempi supplementari. Se anche al termine dei tempi supplementari il punteggio è ancora in parità, si passa ai calci di rigore.
|                              | Squadre che entrano in questo turno                                                                                           | Squadre qualificate dal turno precedente    |
| ---------------------------- | --- | ------------------------------------------- |
| Primo turno (70 squadre)     | - 24 squadre dalla Football League Two - 24 squadre dalla Football League One - 22 squadre dalla Football League Championship |                                             |
| Secondo turno (50 squadre)   | - 2 squadre dalla Football League Championship - 13 squadre dalla Premier League (non partecipanti alle competizioni europee) | - 35 squadre vincitrici del primo turno     |
| Terzo turno (32 squadre)     | - 7 squadre dalla Premier League (partecipanti alle competizioni europee)                                                     | - 25 squadre vincitrici del secondo turno   |
| Quarto turno (16 squadre)    | | - 16 squadre vincitrici del terzo turno     |
| Quarti di finale (8 squadre) | | - 8 squadre vincitrici del quarto turno     |
| Semifinali (4 squadre)       | | - 4 squadre vincitrici dei quarti di finale |
| Finale (2 squadre)           | | - 2 squadre vincitrici delle semifinali     |

## Primo turno
Giocato il 10, l'11 e il 12 agosto 2009.

### Nord
| Match | Squadra in casa    | Risultato    | Squadra fuori casa | Spettatori |
| ----- | ------------------ | ------------ | ------------------ | ---------- |
| 1     | Accrington Stanley | 2-1          | Walsall            | 1 041      |
| 2     | Huddersfield Town  | 3-1          | Stockport County   | 5 120      |
| 3     | Rotherham Utd      | 2-1          | Derby County       | 4 345      |
| 4     | Tranmere           | 4-0          | Grimsby Town       | 3 527      |
| 5     | Sheffield Weds     | 3-0          | Rochdale           | 6 696      |
| 6     | Bury               | 0-2          | West Bromwich      | 3 077      |
| 7     | Notts County       | 0-1          | Doncaster          | 4 893      |
| 8     | Lincoln City       | 0-1          | Barnsley           | 3 665      |
| 9     | Scunthorpe Utd     | 2-1          | Chesterfield       | 2 501      |
| 10    | Coventry City      | 0-1 (d.t.s.) | Hartlepool Utd     | 6 055      |
| 11    | Darlington         | 0-1          | Leeds Utd          | 4 487      |
| 12    | Preston N.E.       | 5-1          | Morecambe          | 5 407      |
| 13    | Crewe Alexandra    | 1-2          | Blackpool          | 2 991      |
| 14    | Carlisle Utd       | 1-0          | Oldham Athletic    | 2 406      |
| 15    | Nottingham Forest  | 3-0          | Bradford City      | 4 639      |
| 16    | Macclesfield Town  | 0-2          | Leicester City     | 2 179      |
| 17    | Sheffield Utd      | 1-2          | Port Vale          | 7 627      |

### Sud
| Match | Squadra in casa | Risultato                 | Squadra fuori casa | Spettatori |
| ----- | --------------- | ------------------------- | ------------------ | ---------- |
| 1     | Cardiff City    | 3-1                       | Dag & Red          | 5 545      |
| 2     | Wycombe         | 0-4                       | Peterborough Utd   | 2 078      |
| 3     | Southampton     | 2-0                       | Northampton Town   | 10 921     |
| 4     | Barnet          | 0-2 (d.t.s.)              | Watford            | 3 119      |
| 5     | Hereford Utd    | 1-0 (d.t.s.)              | Charlton           | 2 017      |
| 6     | Bristol Rovers  | 2-1                       | Aldershot Town     | 3 364      |
| 7     | Millwall        | 4-0                       | Bournemouth        | 3 552      |
| 8     | Gillingham      | 2-1                       | Plymouth           | 3 306      |
| 9     | Colchester Utd  | 1-2                       | Leyton Orient      | 3 308      |
| 10    | Reading         | 5-1                       | Burton Albion      | 5 893      |
| 11    | Exeter City     | 0-5                       | QPR                | 4 614      |
| 12    | Cheltenham Town | 1-2                       | Southend Utd       | 1 918      |
| 13    | Brentford       | 0-1                       | Bristol City       | 3 024      |
| 14    | Yeovil Town     | 0-4                       | Norwich City       | 3 840      |
| 15    | Crystal Palace  | 2-1                       | Torquay Utd        | 3 140      |
| 16    | MK Dons         | 1-4                       | Swindon Town       | 4 818      |
| 17    | Swansea City    | 3-0                       | Brighton           | 6 400      |
| 18    | Shrewsbury Town | 3-3 (d.t.s.) 5-7 (d.c.r.) | Ipswich Town       | 4 184      |

## Secondo turno
Giocato il 24 e il 25 agosto 2009.
| Match | Squadra in casa   | Risultato                 | Squadra fuori casa | Spettatori |
| ----- | ----------------- | ------------------------- | ------------------ | ---------- |
| 1     | Gillingham        | 1-3                       | Blackburn          | 7 239      |
| 2     | Hartlepool Utd    | 1-2                       | Burnley            | 3 501      |
| 3     | Hull City         | 3-1                       | Southend Utd       | 7 994      |
| 4     | Leeds Utd         | 2-1                       | Watford            | 14 681     |
| 5     | Nottingham Forest | 2-1                       | Middlesbrough      | 8 883      |
| 6     | Peterborough Utd  | 2-1                       | Ipswich Town       | 5 551      |
| 7     | Port Vale         | 2-0                       | Sheffield Weds     | 6 667      |
| 8     | Portsmouth        | 4-1                       | Hereford Utd       | 6 645      |
| 9     | Preston N.E.      | 2-1                       | Leicester City     | 6 977      |
| 10    | QPR               | 2-1                       | Accrington Stanley | 5 203      |
| 11    | Reading           | 1-2                       | Barnsley           | 5 506      |
| 12    | Southampton       | 1-2                       | Birmingham City    | 11 753     |
| 13    | Swansea City      | 1-2                       | Scunthorpe Utd     | 7 321      |
| 14    | Tranmere          | 0-1                       | Bolton             | 5 381      |
| 15    | West Ham Utd      | 3-1                       | Millwall           | 24 492     |
| 16    | Wolverhampton     | 0-0 (d.t.s.) 6-5 (d.c.r.) | Swindon Town       | 11 416     |
| 17    | Blackpool         | 4-1                       | Wigan              | 4 972      |
| 18    | Bristol City      | 0-2                       | Carlisle Utd       | 4 818      |
| 19    | Cardiff City      | 3-1                       | Bristol Rovers     | 4 893      |
| 20    | Doncaster         | 1-5                       | Tottenham          | 5 407      |
| 21    | Leyton Orient     | 0-1 (d.t.s.)              | Stoke City         | 5 893      |
| 22    | Newcastle Utd     | 4-3                       | Huddersfield Town  | 4 345      |
| 23    | West Bromwich     | 4-3 (d.t.s.)              | Rotherham Utd      | 2 501      |
| 24    | Manchester City   | 2-0                       | Crystal Palace     | 7 627      |
| 25    | Norwich City      | 1-4)                      | Sunderland         | 5 893      |

## Terzo turno
Giocato il 23 e il 24 settembre 2009.
| Match | Squadra in casa   | Risultato    | Squadra fuori casa | Spettatori |
| ----- | ----------------- | ------------ | ------------------ | ---------- |
| 1     | Arsenal           | 2-0          | West Bromwich      | 56 592     |
| 2     | Chelsea           | 1-0          | QPR                | 37 781     |
| 3     | Bolton            | 3-1 (d.t.s.) | West Ham Utd       | 8 050      |
| 4     | Barnsley          | 3-2          | Burnley            | 6 270      |
| 5     | Hull City         | 0-4          | Everton            | 13 558     |
| 6     | Leeds Utd         | 0-1          | Liverpool          | 38 168     |
| 7     | Manchester Utd    | 1-0          | Wolverhampton      | 51 160     |
| 8     | Manchester City   | 2-1 (d.t.s.) | Fulham             | 24 507     |
| 9     | Sunderland        | 2-0          | Birmingham City    | 20 576     |
| 10    | Peterborough Utd  | 2-0          | Newcastle Utd      | 10 298     |
| 11    | Carlisle Utd      | 1-3          | Portsmouth         | 7 042      |
| 12    | Nottingham Forest | 0-1          | Blackburn          | 11 553     |
| 13    | Stoke City        | 4-3          | Blackpool          | 13 957     |
| 14    | Scunthorpe Utd    | 2-0 (d.t.s.) | Port Vale          | 3 383      |
| 15    | Preston N.E.      | 1-5          | Tottenham          | 16 533     |
| 16    | Aston Villa       | 1-0          | Cardiff City       | 22 527     |

## Quarto turno
Giocato il 27 e il 28 ottobre 2009.
| Match | Squadra in casa | Risultato                 | Squadra fuori casa | Spettatori |
| ----- | --------------- | ------------------------- | ------------------ | ---------- |
| 1     | Blackburn       | 5-2                       | Peterborough Utd   | 8 419      |
| 2     | Manchester City | 5-1                       | Scunthorpe Utd     | 36 358     |
| 3     | Tottenham       | 2-0                       | Everton            | 35 843     |
| 4     | Barnsley        | 0-2                       | Manchester Utd     | 20 019     |
| 5     | Chelsea         | 4-0                       | Bolton             | 41 538     |
| 6     | Sunderland      | 0-0 (d.t.s.) 1-3 (d.c.r.) | Aston Villa        | 27 666     |
| 7     | Arsenal         | 2-1                       | Liverpool          | 60 004     |
| 8     | Portsmouth      | 4-0                       | Stoke City         | 11 251     |

## Quarti di finale
Giocato tra il 30 novembre e il 3 dicembre 2009.
| Arbitro: | Lee Mason |

|                            |           |                                             |
| Petrov 10’ (aut.) Kanu 87’ | Marcatori | 12’ Heskey 27’ Milner 74’ Downing 89’ Young |

| Arbitro: | Mark Clattenburg |

|                |           |  |
| Gibson 16’ 38’ | Marcatori |  |

| Arbitro: | Chris Foy |

|                                         |           |  |
| Tévez 50’ Wright-Phillips 69’ Weiss 89’ | Marcatori |  |

| Arbitro: | Alan Wiley |

|                                            |           |                                      |
| Kalinić 9’ Emerton 64’ McCarthy 93’ (rig.) | Marcatori | 48’ Drogba 52’ Kalou 120+2’ Ferreira |

## Semifinali
Si sono giocati tra il 14 ed il 27 gennaio 2010.

### Andata
| Arbitro: | Mark Clattenburg |

|  |           |            |
|  | Marcatori | 23’ Milner |

| Arbitro: | Mike Dean |

|                      |           |           |
| Tévez 41’ (rig.) 65’ | Marcatori | 17’ Giggs |

### Ritorno
| Arbitro: | Martin Atkinson |

|                                                                                       |           |                                        |
| Warnock 30’ Milner 39’ (rig.) Nzonzi 52’ (aut.) Agbonlahor 57’ Heskey 62’ Young 90+3’ | Marcatori | 10’ 26’ Kalinic 63’ Olsson 84’ Emerton |

| Arbitro: | Howard Webb |

|                                      |           |           |
| Scholes 51’ Carrick 73’ Rooney 90+1’ | Marcatori | 76’ Tévez |

## Finale
| Arbitro: | Phil Dowd |

|                  |           |                     |
| Milner 5’ (rig.) | Marcatori | 12’ Owen 74’ Rooney |

| Aston Villa | Manchester United |

| ASTON VILLA     |    |                     |     |
|                 |    |                     |     |
| P               | 1  | Brad Friedel        |     |
| D               | 24 | Carlos Cuéllar      | 80’ |
| D               | 29 | James Collins       | 11’ |
| D               | 5  | Richard Dunne       |     |
| D               | 25 | Stephen Warnock     |     |
| C               | 7  | Ashley Young        |     |
| C               | 8  | James Milner        |     |
| C               | 19 | Stiliyan Petrov (C) |     |
| C               | 6  | Stewart Downing     | 18’ |
| A               | 11 | Gabriel Agbonlahor  |     |
| A               | 18 | Emile Heskey        |     |
| A disposizione: |    |                     |     |
| P               | 22 | Brad Guzan          |     |
| D               | 2  | Luke Young          |     |
| D               | 23 | Habib Beye          |     |
| C               | 4  | Steve Sidwell       |     |
| C               | 16 | Fabian Delph        |     |
| A               | 10 | John Carew          | 80’ |
| A               | 14 | Nathan Delfouneso   |     |
| Manager:        |    |                     |     |
| Martin O'Neill  |    |                     |     |

| MANCHESTER UNITED |    |                  |     |
|                   |    |                  |     |
| P                 | 29 | Tomasz Kuszczak  |     |
| D                 | 21 | Rafael           | 66’ |
| D                 | 15 | Nemanja Vidić    | 68’ |
| D                 | 23 | Jonny Evans      |     |
| D                 | 3  | Patrice Evra (C) | 41’ |
| C                 | 25 | Antonio Valencia |     |
| C                 | 16 | Michael Carrick  |     |
| C                 | 24 | Darren Fletcher  |     |
| C                 | 13 | Park Ji-sung     | 85’ |
| A                 | 9  | Dimităr Berbatov |     |
| A                 | 7  | Michael Owen     | 42’ |
| A disposizione:   |    |                  |     |
| P                 | 12 | Ben Foster       |     |
| D                 | 2  | Gary Neville     | 66’ |
| D                 | 6  | Wes Brown        |     |
| C                 | 18 | Paul Scholes     |     |
| C                 | 28 | Darron Gibson    | 85’ |
| A                 | 10 | Wayne Rooney     | 42’ |
| A                 | 32 | Mame Biram Diouf |     |
| Manager:          |    |                  |     |
| Sir Alex Ferguson |    |                  |     |

## Classifica marcatori
| Gol |  |  | Giocatore          | Squadra           |
| --- |  |  | ------------------ | ----------------- |
| 6   |  |  | Carlos Tévez       | Manchester City   |
| 4   |  |  | Neil Harris        | Millwall          |
| 4   |  |  | Peter Crouch       | Tottenham         |
| 4   |  |  | Wayne Routledge    | QPR               |
| 4   |  |  | Chris Brown        | Preston N.E.      |
| 4   |  |  | James Milner       | Aston Villa       |
| 4   |  |  | Nikola Kalinic     | Blackburn         |
| 4   |  |  | Carlos Vela        | Arsenal           |
| 3   |  |  | Benedict McCarthy  | Blackburn         |
| 3   |  |  | Grant Holt         | Norwich City      |
| 3   |  |  | George Boyd        | Peterborough Utd  |
| 3   |  |  | Stephen Dobbie     | Swansea City      |
| 3   |  |  | Salomon Kalou      | Chelsea           |
| 3   |  |  | Steven Fletcher    | Burnley           |
| 3   |  |  | Theo Robinson      | Huddersfield Town |
| 3   |  |  | Frédéric Piquionne | Portsmouth        |
| 3   |  |  | Daniel Bogdanović  | Barnsley          |
| 3   |  |  | Jordan Rhodes      | Huddersfield Town |